# 용기병 작전
용기병 작전(Operation Dragoon), 또는 모루 작전(Operation Anvil)은 1944년 8월 15일 연합군의 남부 프랑스 침공에 붙은 암호명이다. 작전은 초기에 오버로드 작전, 노르망디 상륙과 동시에 진행될 예정이었으나, 이용 가능한 물자의 부족으로 양동 작전은 취소되었다. 1944년 7월 노르망디의 항구들이 연합군의 물자를 적절히 수용할 능력을 가지고 있지 않았기에 작전은 재검토되었다. 동시에 프랑스 최고 사령부는 프랑스군 대다수를 포함시키기 위해 작전의 부활을 추진했다. 그 결과 7월 작전은 8월에 실행하기로 승인되었다.
작전의 목표는 프랑스의 지중해 해안에 접한 중요한 항구를 확보하고 제2의 전선을 열어 독일군 병력에 압박을 증가시키는 것이었다. 특공대의 예비 작전 몇 개가 실행된 이후, 미국 6군단이 대규모 해군 기동대의 호위 하에 코트다쥐르에 상륙했고, 프랑스 B군의 몇몇 사단이 미군에 뒤이어 상륙했다. 연합군은 독일 G 집단군의 분산된 병력과 교전을 벌였으나, 쓸모 없는 장비를 갖춘 3급 부대인 동방 부대를 대체하고 다른 전선으로 사단을 배치한 B 집단군은 전력이 약화된 상황이었다.
연합군의 공중권 우위와 레지스탕스의 대규모 봉기로 인해 방해받던 독일군은 곧 패배했다. 독일군은 디종에서 안정적인 방어선을 구축하기 위해 론강의 계곡을 따라 북쪽으로 철수하기로 결정했다. 연합군의 기동 부대는 독일군을 추월하여 부분적으로 몽텔리마르에서 그들의 도주로를 막았다. 뒤따른 전투는 교착전이 되었고, 독일군이 그들의 철수를 완료하고 마을에서 퇴각할 때까지 양측 모두 결정적인 돌파구를 만들지 못했다. 독일군이 철수하는 동안 프랑스군은 마르세유와 툴롱을 점령했고, 두 항구는 작전에서 곧 사용되었다.
독일군은 디종을 사수할 수 없었고, 남부 프랑스에서 완전한 철수를 명령했다. G 집단군은 연합군이 추격했기 때문에 더욱 북쪽으로 철수했다. 전투는 G 집단군이 안정화된 방어선을 구축한 보주산맥에서 종결되었다. 오버로드 작전에 참여한 연합군 부대와 만난 이후 연합군 병력은 재편성이 필요했고 독일군의 강력한 저항에 맞닥뜨렸기 때문에, 공세는 9월 14일 중단되었다. 용기병 작전은 연합군에게 성공적이라는 평가를 받고 있다. 작전 당시 연합군은 남부 프랑스를 해방하는데 4주 밖에 걸리지 않았고, 정예 독일군 부대들이 탈출할 수 있었음에도 불구하고 독일군은 상당한 사상자가 발생해 피해를 입었다. 연합군이 점령한 마르세유와 툴롱은 운용되었고 이는 연합군의 보급 문제를 해결하는 데 크게 기여했다.

## 배경

### 서막
계획 단계 동안, 1942년 작전은 모루 작전을 완수하기 위해 노르망디 침공의 암호명인 "앤빌"로 알려져 있었다. 곧 두 작전의 암호명은 각각 모루 작전은 오버로드 작전으로, 앤빌 작전은 드라군 작전으로 변경되었다. 남부 프랑스 침공의 원래 계획은 미국 장군 1942년 미국 합참의장인 조지 마셜에게서 나온 것이다. 1943년 테헤란 회담 당시 프랭클린 D. 루즈벨트와 회의에 참석하던 이오시프 스탈린의 지지를 받았다. 스탈린은 오버로드 작전의 일부로 그것을 지지했으며, 이는 연합군이 발칸반도에 상륙하는 대신 더욱 서쪽에서 상륙하여 발칸반도를 그의 영향권으로 만들려고 생각했다. 마셜은 이것이 전략적 계획에 포함되어야 한다고 주장했고, 루즈벨트는 작전을 취소하는 것이 받아들여지기 어렵다는 것을 발견했다
용기병 작전은 처음 제안되었을 때 논란이 있었다. 미국 군 수뇌부와 영국 군 수뇌부가 작전에서 서로 합의점을 찾지 못한 것이었다. 영국의 윈스턴 처칠은 이탈리아 전선에 배치되는 것이 나은 군 물자를 전환시키는 것에 반대했다. 그는 대신에 산유 지역인 발칸반도로의 침공을 선호했다.. 처칠은 발칸반도를 공격하면 서구 연합군이 독일의 석유 생산을 중단시키고, 소련군의 진격을 저지할 수 있으며, 전후 협상에서 우위를 점할 수 있다는 것을 이유로 들었다.
처음 계획되었을 때, 상륙은 오버로드 작전의 노르망디와 앤빌 작전의 남부 프랑스에서 동시에 진행될 예정이었다. 그러나 두 곳에서의 상륙 작전은 수행 병력의 부족으로 불가능해졌다. 오버로드 작전의 병력이 3개 사단에서 5개 사단으로 확장됨에 따라, 앤빌 작전에 필요한 병력수송선이 오버로드 작전에 추가 배치되어야 했기 때문이다. 같은 시기에 이탈리아에서 연합군의 또 다른 상륙작전인 싱글 작전이 난관에 봉착하였다. 연합군은 결국 앤빌 작전을 연기할 수 밖에 없었다. .
노르망디 상륙 이후, 앤빌 작전의 부활은 연합군 계획자들을 매료시켰다. 노르망디의 항구들이 연합군의 보급 수요를 감당하는데 부적절해졌고, 같은 시기에 프랑스 장군 샤를 드 골이 프랑스군이 참여하는 남부 프랑스 공격을 계속 주장했기 때문이다. 이러한 요인들로 계획은 재검토되었고, 처칠의 반대에도 불구하고 연합군 합동참모본부가 7월 14일 작전을 승인하고 작전명을 드라군으로 재명명했다. 상륙은 8월 15일로 예정되었다.

### 계획
용기병 작전의 주요 목표는 중요한 프랑스 항구들인 마르세유와 툴롱으로, 이 두 곳은 프랑스에서 증가하는 연합군 병력을 보급하기 위해 필수적인 것으로 여겨졌다. 연합군 계획자들은 주의가 깊었고, 안치오 전투와 노르망디 상륙에서 배운 교훈들을 중시했다. 그들은 독일 국방군이 통제하는 고지대가 없는 위치를 선택했다. 이는 노르망디의 해변가 중 한 곳인 오마하 해변의 초기 상륙 때 고지로 인해 연합군에서 대규모 사상자 발생했기 때문이었다. 상륙지의 위치인 툴롱 동부의 바르주 해안 지역으로 선정되었다. 연합군은 주요 교량을 파괴시킴으로써 전장을 고립시키고 독일군의 병력 강화를 막기 위해 우선적으로 공중전을 계획했다. 해변가를 볼 수 있는 고지를 재빠르게 포위하기 위해 상륙 지역의 중앙에 대규모 강하부대 투입 또한 계획되고 있었다. 침공과 맞춰 몇몇 특공대 부대가 해안가에 떨어진 섬들을 점령할 예정이었다.
연합군의 계획은 루시안 트러스콧 중령이 이끄는 미군 병력 중 3개 사단이 첫 날 상륙을 맡아 교두보를 확보하기로 했다. 프랑스, 미국, 캐나다 특공대가 그들의 측면을 보호하기로 했다. 24시간 이내에 5만 명에서 6만 명의 병력과 6,500대의 차량이 상륙할 예정이었다. 공수 부대 투입은 드라기냥과 르모이 부근의 지역에 집중될 예정이었고, 해안가에서 독일군의 반격을 막기 위해 두 마을을 점령하기로 되어 있었다. 미군은 론강을 따라 북쪽으로 신속히 진격해 리옹과 디종을 점령하고 북부 프랑스의 연합군과 만나야 했다. 초기의 성공적인 상륙 이후, 프랑스 B 군이 상륙하여 툴롱과 마르세유를 점령하는 임무를 맡았다.
독일군은 지중해에서 연합군이 또 다른 상륙을 할 것이라 예상했지만, 소련군의 진격과 연합군의 노르망디 상륙은 독일의 물자에 상당한 제약을 가했고 이로 인해 남부 프랑스를 맡은 G 집단군의 상황은 거의 개선되지 못했다. 북부 프랑스에서 연합군의 진격을 허용한 이후, 독일군은 남부 프랑스에서의 현실적인 방어가 불가능하다고 내다보았다. 블라스코비츠의 G 집단군 수뇌부는 독일 국방군 최고사령부와 남부 프랑스에서 7월 또는 8월 사이에 철수할 것을 논의했으나 7월 20일 음모로 인해 어떠한 철수도 용인되지 않는 분위기가 형성되었다. 블라스코비츠는 그의 분산된 병력으로는 어떤 연합군의 상륙도 물리칠 수 없음을 꽤 잘 인지하고 있었다. 그는 비밀리에 항구를 파괴한 이후 제11기갑사단이 엄호하는 질서정연한 철수를 계획했다. 그는 새로운 방어선이 중앙 프랑스의 디종을 중심으로 설립되어야 한다고 생각했다. 독일군의 정보부는 연합군의 상륙이 임박했음을 인지했고, 8월 13일 블라스코비츠는 제11기갑사단에게 연합군의 상륙이 예상되는 론 강 동쪽으로 이동하라고 지시했다.

### 전투 서열

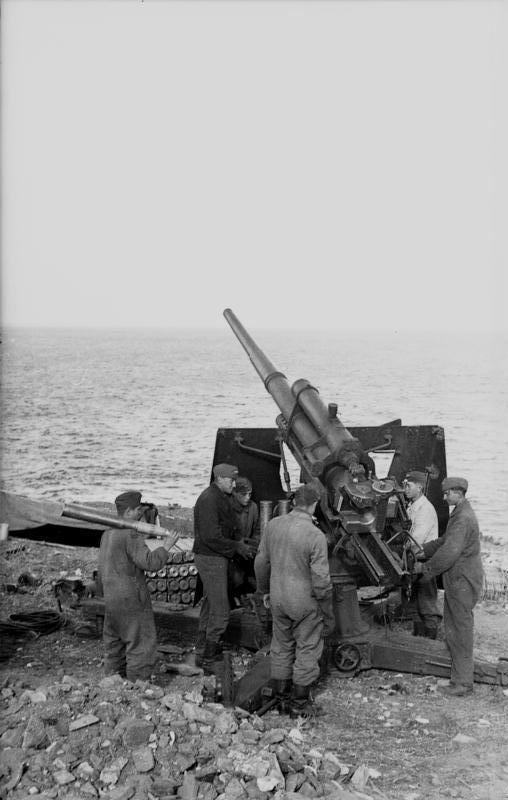
독일 8.8 cm 대공포가 남부 프랑스 해안에 배치되어 있다.

부제독 헨리 켄트 헤위트가 이끄는 서부 해군 기동대가 "남부 집단군" 또는 "용기병 병력"이라고도 알려진 미국 제6집단군을 수송하기 위해 창설되었다. 제6집단군은 코르시카에서 창설되어 1944년 8월 1일부터 활동하기 시작했다. 이들은 남부 프랑스를 침공할 예정인 프랑스군과 미군을 통합한 부대였다. 헤위트 부제독은 작전에서 해상 지원을 할 예정이었고, 이것은 미국 전함 네바다, 텍사스, 아칸소, 영국 전함 라밀리에, 그리고 프랑스 전함 로렌이 20척의 순양함과 9척의 호위함으로 구성되어 있었으며 제88기동대라 불리게 되었다.
작전에 책정된 부대는 미국 제7군으로 알렉산더 패치가 지휘하는 군이었다. 루시안 트러스콧이 이끄는 제6군단이 초기 상륙을 수행할 예정이었고, 뒤이어 장 드라트르 드타시니가 이끄는 프랑스 B군이 뒤를 따를 예정이었다. "버틀러 기동대"라 불리는 기동보병의 독립 부대가 작전에 동반되었다. 이 부대는 연합군의 전차, 구축전차, 그리고 기계화보병으로 구성되어 있었다. 또한 레지스탕스가 전투에서 중요한 역할을 했다. 프랑스에서 연합군의 진격이 이어지자 레지스탕스의 조직이 증가되었다. 이들은 게릴라에서 프랑스 국내군이라 불리는 체계화된 군으로 발전했다. FFI는 다리와 통신선을 파괴하고 교통 허브를 포위하거나 고립된 독일군을 공격하여 수많은 독일군의 발을 묶었다. 그들은 연합군에게 중요한 정보를 제공하는 전략정보국의 특수 부대로부터 지원을 받았다.
연합군의 병력은 3,470대의 비행기로부터 항공 지원을 받았다. 이들 대부분은 코르시카와 사르데냐 섬에서 위치했다. 전략폭격기와 전투기는 상륙을 직접 지원해야 했고, 전략적 부대는 프랑스 내륙 깊숙이에 있는 독일군 목표를 폭격해야 했다. 전략적 폭격은 상륙 이전에 잘 수행되었고, 대부분 공항, 교통 허브, 철도, 해안 방어선, 통신선을 목표로 삼았다.
연합군에 맞서는 독일 병력은 G 집단군이었다. 집단군이었음에도 G 집단군은 침공 당시 프리드리히 비제가 이끄는 제19군 1개 만을 보유하고 있었다. 남부 프랑스가 독일군의 계획에서 중요한 적이 단 한 번도 없었기에 그들의 정예병이나 쓸 만한 장비는 전쟁 과정에서 대부분 빼앗겼다. 노르망디에서 연합군의 압박으로 G 집단군의 부대는 용기병 작전 때까지 북쪽으로 파병되었고, 남아있는 11개의 사단은 인원이 부족하였으며 제11기갑사단 1개 만이 남아 있었다. 제11기갑사단도 2개의 기갑대대를 용기병 작전 직전에 노르망디 지역으로 보냈다.
독일군 병력은 프랑스 해안을 따라 가느다랗게 배치되었는데, 이는 평균적으로 1개 사단당 평균적으로 90 km (56 mi)에 배치된 상황이었다. 일반적으로 독일군 사단들의 부대들은 2급 또는 3급 부대인 경우가 많았다. 이것은 전쟁 기간 동안 사단이 솎아졌고, 병사들은 폴란드나 체코슬로바키아에서 온 민족독일인이나 부상을 입은 옛 참전 용사들로 대체되었음을 의미했다. 대다수의 부대는 동방대대나 동방지역군으로 대체되었고, 이들은 주로 소련을 비롯한 동유럽에서 온 의용군이 대부분이었으며 사기가 저하되었다. 장비 또한 열악했는데, 이들의 무기는 프랑스, 폴란드, 소련, 이탈리아, 체코에서 온 포대나 총, 박격포 등이었다. 독일 사단 중 4개가 이동 불가능이라는 평가를 받았고, 이것은 그들이 기동력이 없어져 방어 위치에서 이동할 수 없음을 의미했다. 이들 중 잠재력이 있는 부대는 벤트 폰 비에테르스하임이 이끄는 제11기갑사단이었다.
독일군의 사령부는 점령군, 육군, 45척의 소선으로 구성된 전쟁해군과 200대의 항공기를 보유한 루프트바페로 구성되어 너무 복잡했다. 각각의 부대는 작전에서 무시해도 될 정도의 역할을 보유하고 있었다. 독일군의 방어는 상륙 이전부터 건설되고 있던해안 포대에 중점되어 있었다. 프랑스 공방전 이후 비시 프랑스 정권은 독일군의 요구를 들어주기 위해 해안 방어시설을 더욱 개선시켰다. 해안을 따라 75개의 해안포와 중구경포가 배치되었다. 툴롱은 340mm 포가 비치된 포대로 보호받고 있었다. 안톤 작전 이후 독일군은 오래된 포대를 최신화시키고 망가진 포대를 수리하여 해안 방어를 더욱 강화했다.

## 작전

### 예비 작전
용기병 작전의 성공과 초기 상륙의 지원을 확보하기 위해 특공대 예비 작전이 수행되었다. 첫 목표는 포르크로와 레반트 섬을 중심으로 한 이에레 제도였다. 두 섬에 있는 독일군 주둔지의 포 사정거리는 연합군의 상륙 예정지와 군대가 추가될 항로에 닿을 수 있었다. 상륙 공격과 산악 등반을 훈련받고 3개의 여단으로 구성된 미국-캐나다 합동 특수부대인 제1특수부대군은 시트카 작전의 일부로 섬을 점령하는 지시를 받았다.
포르크로와 레반트 섬 상륙은 8월 14일 동시에 진행되었다. 레반트 섬에서 제1특수부대군의 제2여단과 제3여단은 간헐적인 저항에 맞닥뜨렸고, 저항은 그들이 항구에 있는 독일군 주둔지에 가까워지자 더욱 거세졌다. 제1특수부대군 병력은 우위를 점하고 연합군 해군이 걱정하던 "해안 방어포"가 실제로는 잘 위장된 망가진 무기임을 알게 되었다. 포르트크로스에서 제1여단은 독일군 주둔지에서 섬의 서부에 있는 옛 항구로 밀려났다. 전투는 8월 16일까지 이어졌다. 어둠을 틈타 프랑스 본토의 베나 곶에 있던 독일군 포가 포르크로를 공격했다. 영국 해군 HMS 라밀리에가 독일군이 주둔한 요새를 목표로 설정했다. 8월 17일 아침, 독일군은 항복했다. 두 섬이 연합군의 수중에 떨어지면서 제1특수부대군은 본토로 돌아와 제1공수기동대에 배속되었다.
주요 침공 서쪽에 있던 네그레 곶에서 프랑스 특공대는 로미오 작전의 일부로 독일군 포대를 파괴했다. 다른 특공대의 양동 상륙 작전으로 이들은 보호받을 수 있었다. 주요 임무가 수행되는 동안 지뢰밭에 접근한 67명의 프랑스 특공대원들이 포로로 붙잡혔다. 특공대의 작전 외에도 스팬 작전이라 명명된 작전이 수행되고 있었다. 이는 기만 작전으로, 연합군은 독일군을 낙하산과 기만 상륙으로 혼란시켜 실제 상륙 지역으로부터 주의를 분산시키는 것이 목표였다.

### 프랑스 본토 침공

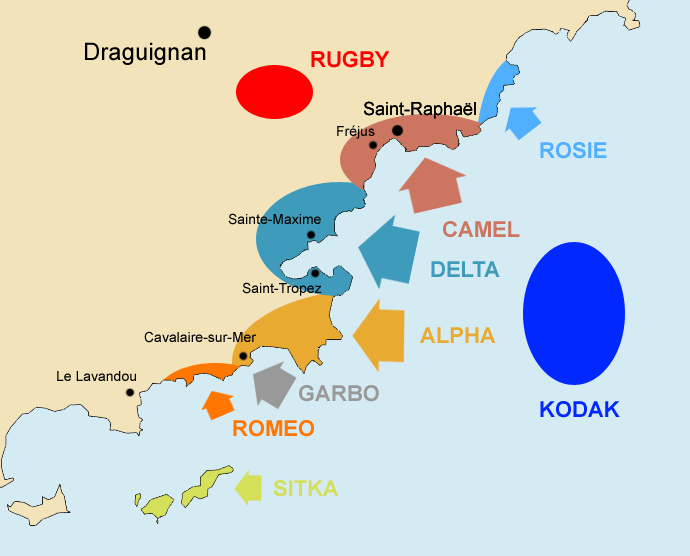
용기병 작전 상황

폭격 작전과 레지스탕스의 사보타주가 철도와 통신 체계를 마비시키고 교량을 파괴함에 따라 독일군에 심각한 손실을 입혔다. 이후 상륙은 1944년 8월 15일 아침에 시작되었다. 서부 해군 기동대의 함선들이 어둠을 틈타 해안으로 접근을 시도했고, 새벽에 상륙 지점에 도착했다. 이탈리아, 사르데냐 섬, 코르시카에서 온 1,300대의 연합군 폭격기가 오전 6시 직전에 공중 폭격을 시작했고, 항공기를 발견한 전함과 순양함이 공중 정찰로 감지한 특정 목표를 향해 포격을 개시한 오전 7시 30분까지 폭격은 지속되었다. 오전 8시에 상륙 주정이 해안가로 접근하면서 해안 포격은 증단되었다. 상대적으로 깊은 해안의 경사도와 작은 조수 간만의 차로 추축국 군대는 수중 장애물을 설치할 수 없었지만 상륙 해변은 지뢰가 매설되어 있었다. 후방 상륙 부대를 위해 첫 상륙을 이끌던 상륙 주정들은 지뢰를 파괴하기 위해 로켓을 발사했다.
주요 상륙 부대는 제6군단의 3개 사단으로 구성되어 있었다. 미국 제3사단은 카바라레쉬르메르가 위치한 알파 해변에 상륙했고, 미국 제45사단은 생트로페가 위치한 델타 해변에 상륙했으며 미국 제36사단은 생라파엘이 있는 카멜 해변에 상륙했다. 상륙은 전반적으로 성공적이었다. 델타 해변과 알파 해변에서 독일군의 저항은 미약했다. 동방부대는 빠르게 항복했기 때문에 연합군의 가장 큰 위협은 지뢰가 되었다. 구축함의 포격은 박격포 지역과 독일군 포를 무력화했다. 이 구역의 연합군은 교두보를 확보할 수 있었고 생트로페와 르모이를 점령한 강하부대와 지역을 빠르게 연결했다. 격전은 생라파엘 인근의 카멜 해변에서 벌어졌다. 대공포대와 잘 배치된 해안포들은 해안을 잘 방어하고 있었다. 독일군의 강력한 포격에도 연합군은 해안에 상륙을 시도했다. 그러나 카멜 해변의 레드 상륙 구역은 상륙이 어려웠다. B-24 폭격기 90대가 독일군의 거점 파괴를 위해 출격했고, 해군의 포격 지원이 있었음에도 불구하고 연합군은 해안가로의 상륙을 시도할 수 없었다. 연합군은 카멜 레드 지역을 포기하고 상륙이 성공적이었던 카멜 블루 지역과 카멜 그린 지역으로만 상륙했다.
상륙 당시 연합군의 피해는 경미했다. 95명이 사망했고, 385명이 부상을 입었다. 제100전투비행대대의 폭격기 부대가 가끔 등장했지만 USS LST-282를 침몰시킨 도리너 Do 217에서 발사된 활공 폭탄이 40명의 사망자를 냈다. 해안 상륙과 더불어 공수부대와 글라이더 부대가 르모이 일대로 투입되었다. 이 임무 또한 해안 상륙만큼 성공적이었다. 104명이 사망했지만 이 중 42명이 항공 사고로 죽은 것이었다.

### 독일군 반격
연합군의 폭격과 프랑스 국내군의 통신 차단으로 독일군은 군대 사이에 혼란이 발생했다. 독일군 야전 사령부는 G 집단군 본부와 통신할 수 없었다. 어려운 통신 상황에서 독일군 사령관들은 연합군의 침공에 독작적으로 대응했다. 드라기냥의 제62군단은 연합군의 상륙에 직면한 상황이었다. 연합군 공수부대는 그의 통신선과 본부를 파괴했다. 그는 제148산악 사단에게 르모이 해변에서 반격을 하라고 지시했다. 그러나 이미 연합군 공수부대는 르 모이를 점령한 뒤였다. 제19군의 사령관이었던 비제 또한 G 집단군의 블라스코비치와 연락이 되지 않았지만 르모이-생라파엘 사이의 연합군 병력을 밀어붙이기로 결심했다. 해변에서 대응 가능한 기동 부대가 없었음에도 그는 제189보병사단의 리차르트 폰 슈베린에게 연합군 교두보 지역에서 반격을 위해 근처의 모든 부대를 전투단으로 만들라고 지시했다. 슈베린인 그가 찾을 수 있는 병력을 최대한 모으는 동안 드라기냥 근처의 제148보병사단은 프랑스 국내군으로부터 심각한 저항에 부딪혔고, 영국군 공수부대가 강화되어 해안으로의 반격 작전을 시도할 수 없었다.
독일군이 8월 15일 연합군 교두보에 반격을 가할 수 없게 되었고, 8월 16일 아침 슈베린은 4개 보병대대 급의 병력을 모았다. 이 병력으로 그는 르모이와 연합군 교두보에 반격을 가하는 한편 제62군단 본부가 위치한 드라기냥을 향해 공격을 가했다. 이 무렵 연합군은 상당한 병력과 무기, 전차들을 교두보에 배치하였다. 연합군 제45사단의 기동대가 독일군 병력을 향해 공격을 감행했다. 사간은 슈베린이 점령한 레아르크에서 독일군 병력을 포위하려고 시도했다. 생라파엘에서는 격전이 벌어지고 있었다. 제148보병사단의 기동대가 생라파엘에 도착해 이 곳을 점령하려던 미국 제3사단과 맞닥뜨렸다. 그러나 전반적으로 반격은 의미가 없었다. 8월 17일 독일군의 반격은 실패로 돌아갔고, 생라파엘이 점령되어 해안가의 교두보가 연결되었다. 그리고 연합군의 기동부대는 르모이의 공수 부대와 만나는 데 성공했다. 8월 16일부터 프랑스군이 해안가를 따라 진군하며 미군의 서쪽으로 가 툴롱과 마르세유를 향해 진격했다.
8월 16일부터 17일까지 G 집단군 본부는 연합군을 해안으로 몰아내는 것이 어렵다고 판단했다. 같은 시기에 북부 프랑스는 팔레즈 포위전으로 독일군 병력 다수가 사망했다. 신중한 상황에서 히틀러는 철수는 없다는 계획을 선포했고, B 집단군의 완전한 철수를 센강 - 디종 - 스위스와의 국경에서의 방어로 변경했다. 제148사단과 제157사단이 프랑스-이탈리아 국경 지대인 알프스산맥으로 철수했다. 연합군은 이 계획을 울트라 암호 해독기를 통해 알아냈다.

### 독일군 철수
연합군이 교두보를 돌파하고 독일군 부대를 후방으로 밀어붙이는 동안, 독일군은 철수를 시작했다. 연합군의 빠른 진격은 철수를 신속하게 진행할 수 없었던 독일군에게 큰 위협이 되었다. 독일군은 중요한 부대의 철수를 보호하기 위해 론 강을 따라 방어선을 구축하려고 했다. 미국 제45사단과 제3사단이 북서쪽으로 무경쟁적인 속도로 진격하며 독일군을 압박했고, 비제가 세운 새로운 방어선의 구축이라는 계획을 무산시켰다. 8월 19일 미군 2개 사단이 각각 바졸과 브리놀을 점령하여 북쪽으로 독일군 부대가 주둔한 툴롱과 마르세유를 포위할 수 있게 되었다.
북동쪽에 있던 독일군 문제는 심각해 보였다. 버틀러 기동대가 드라기냥 북쪽으로 진격했다. 8월 18일, 뉴링을 둘러싼 62군단의 본부는 돌파를 시도했으나 성공하지 못했고, 약간의 전투 끝에 도시의 나머지 부분이 탈환되었다. 이 지역의 독일군은 프랑스 국내군과의 싸움으로 지친 데다가 무기가 부족했기 때문에 버틀러 기동대는 빠른 속도로 진격할 수 있었다. 8월 18일 연합군은 디뉴레뱅을 탈환했고, 그레노블에서는 제157산악사단이 연합군의 진격으로 인해 사령관이 8월 21일 알프스산맥 쪽으로 후퇴하기를 결정했다. 이는 철수하고 있던 G 집단군의 동쪽 측면에 커다란 틈을 만들어서 독일군에게 치명적인 것으로 드러났다. 블라스코비츠는 G 집단군이 론 강 계곡을 따라 철수할 수 있도록 시간을 벌기 위해 툴롱에 있던 제242사단과 마르세유에 있던 제244사단을 희생시키고 결정했고, 제11기갑사단과 제198보병사단은 몇몇 방어선에서 철수를 보호하라고 명령했다.

### 마르세유 및 툴롱 해방

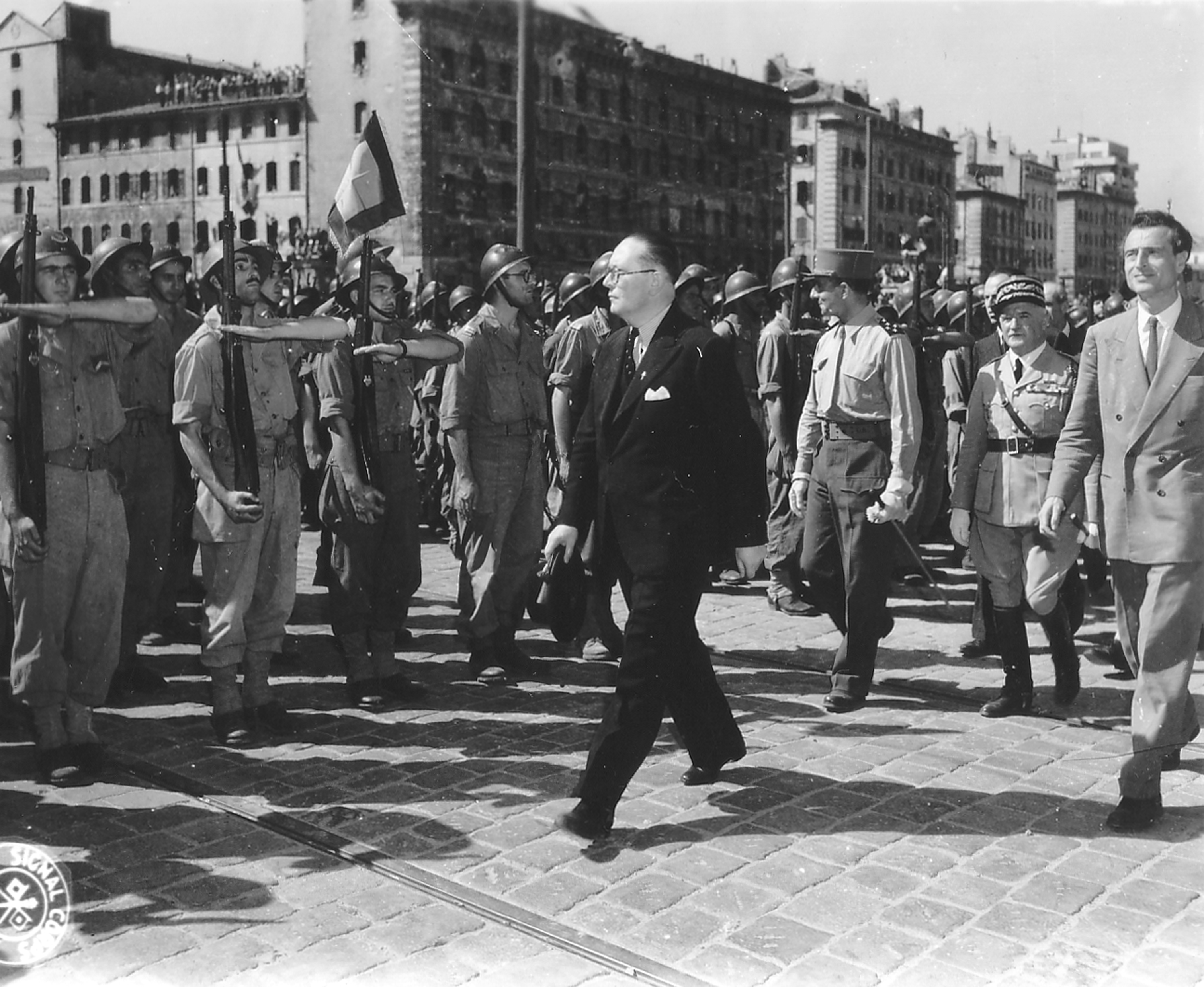
장 드타시니가 전투 이후 해방된 마르세유 시를 걷고 있다. 마르세유는 툴롱에 비해 훨씬 쉽게 탈환되었다.

연합군이 진격하는 동안 프랑스군 상륙 부대는 마르세유와 툴롱을 향해 진격했다. 초기 계획은 항구를 연이어서 점령하는 것이었지만 예상치 못한 연합군의 진격으로 프랑스군 사령관 장 드타시니는 두 항구를 거의 동시에 공격할 수 있었다. 그는 부대를 2개로 나눠 조제프 드 괴라드 드 몽자베르에게 툴롱을 동쪽에서 점령하고, 에드가르 드 라미나에게 북쪽으로 이동하여 도시를 측면에서 포위하라고 명령했다. 독일군은 두 도시에서 중요한 병력을 보유하고 있었지만 결정적인 방어를 위한 시간이 부족했다. 이에르에서의 격전으로 진격은 일시적으로 정지되었지만 8월 19일 프랑스군은 툴롱에 근접했다. 같은 시기에 몽자베르는 도시 주변으로 진격하여 포위에 성공했고, 툴롱과 마르세유를 잇는 고속도로를 차단했다. 8월 21일 프랑스군은 툴롱 시내로 진군했지만 치열한 전투가 벌어졌다. 드타시니가 작전의 전반적인 통제권을 맡고, 라미나를 무시하면서 격전 이후 타시니와 라미나 사이에 논쟁이 벌어졌다. 8월 26일 남아 있던 독일군 부대가 항복했다. 툴롱 전투에서 프랑스군은 2,700명의 사상자가 발생했지만 주둔지를 잃은 독일군 18,000명을 포로로 잡았다.
같은 시기에 몽자베르는 마르세유를 해방하려고 시도했다. 프랑스군이 도시를 공격하기 전에 오바뉴에 있던 독일군이 패배했다. 툴롱과 달리 마르세유에 있던 독일군 사령관은 시민들을 대피하지 않아 프랑스군의 적대감이 강해졌다. 프랑스 국내군과의 전투가 게릴라전으로 치닫으면서 독일군 부대는 더욱 약화되었다. 독일 국방군은 넓은 전선을 방어할 수 없었고, 방어선은 완전히 부서져 고립된 수많은 거점이 되었다. 8월 27일 도시 대부분이 탈환되었고, 소규모 거점만이 존재했다. 8월 28일 독일군은 공식적으로 항복했다. 1,825명의 프랑스군이 이 전투에서 사망했지만 독일군 또한 11,000명이 포로로 잡혔다. 두 항구에서 독일 기술자들은 연합군이 항구를 사용할 수 없도록 항구 시설을 파괴했다.

### 몽텔리마르 전투

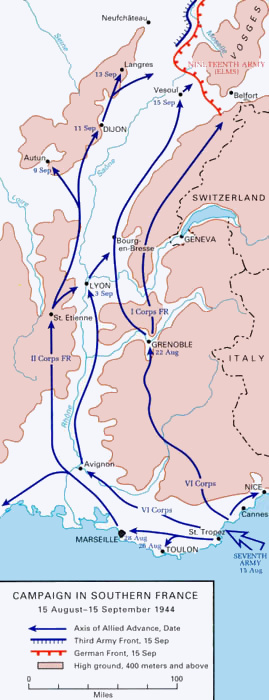
9월 중순 남부 프랑스에서 연합군의 진격

마르세유와 툴롱이 해방되었지만, 독일군의 철수는 계속되었다. 제11기갑사단은 연합군의 추가 진격을 좌절시키기 위해 엑상프로방스에서 몇몇 가짜 공격을 개시했다. 이에 62군단과 제4공군야전군단은 론 강에서의 연합군 진격을 피해 성공적으로 철수할 수 있었다. 연합군은 독일군의 의도를 알 수 없었고, 트러스콧은 독일군을 우측에서 포위하여 그의 3개 사단으로 독일군을 더욱 북쪽으로 밀어붙이기로 결심했다. 그러나 연합군 본부에 불확실성이 남아 있었고, 연합군은 독일군 제62군단을 섬멸할 몇몇 기회를 놓쳤다.
독일군 무전 통신을 해독하여 연합군 본부는 독일군의 철수 계획을 알아냈다. 그들은 제157보병사단이 알프스산맥으로 이동하기 위해 그레노블에 있는 론 강 동쪽의 독일군 측면 일대에서 재조직했다. 기회를 포착한 이후 버틀러 기동대는 독일군의 철수와 동시에 진격하여 이들을 북쪽에서 완전히 섬멸하라는 명령을 받았다. 이 전투 동안, 독일군의 분산적 저항이 나타났고 결과적으로 서쪽으로 진격한 결과 론 강의 동부에 위치한 소도시인 몽텔리마르에 버틀러 기동대는 도착했다. 이 마을은 독일군 철수로에 위치하고 있었다. 제36사단이 버틀러 기동대의 뒤를 이어 마을에 도착했다. 8월 20일 이들은 몽텔리마르의 독일군을 포위하고 그레노블을 향해 북쪽으로 진격했다. 그러나 이런 빠른 진격 이후 연합군의 선봉 부대가 물자와 연료의 부족을 겪어 임무를 어렵게 만들었다.
8월 21일 버틀러 기동대는 트러스콧의 명령에 따라 몽텔리마르 북쪽 고지를 점령했다. 트러스콧은 북쪽으로 철수하는 독일군 전체 병력을 막기에 연합군이 약하다고 판단했다. 버틀러 기동대는 철수하는 독일군 부대에 포격을 가하며 강화 병력을 기다렸다. 프랑스 국내군이 미군을 지원하며 전투 동안 독일군을 괴롭혔다. 새로운 위협이 갑작스레 등장하자 비제와 독일군 사령부는 충격을 받았다. 첫 대응으로 비테르스하임의 제11기갑사단이 투입되었다. 이들의 임무는 새로운 위협에 대처하는 것이었다. 이들은 같은 날 푸이 산을 공격했고, 독일군은 버틀러 기동대의 보급로를 차단했다. 그러나 이 공격은 짧게 지속되었는데 연합군이 반격을 가했기 때문이다.
다음 날 제36사단의 첫 부대가 도착해 버틀러 기동대를 지원했다. 그러나 연합군은 여전히 보급품이 부족했고, 독일군의 철수로를 직접 공격하기에는 인원 또한 부족했다. 이후 며칠 동안 연합군의 병력과 보급품이 도착했다. 같은 시기에 미국 제45사단은 그레노블의 여러 위치를 점령해 몽텔리마르의 병력의 압박을 완화시켰다. 버틀러 기동대는 8월 23일 공식적으로 해체되었고, 존 E. 다르퀴스가 새로운 사령관이 되었다. 이후 독일과 연합국 사이에 간헐적인 충돌이 발생했다. 그러는 동안 독일군 또한 제11기갑사단을 마을에 불러들이기 위해 애썼다. 8월 24일 제11기갑사단은 간신히 전투 지역에 도착했다.
새로 조직된 부대로 다르퀴스는 몽텔리마르를 직접 공격하려고 시도했으나 이는 새로 도착한 독일군 전차 부대에 의해 실패로 끝났다. 독일군의 반격으로 연합군은 일부 영토를 잃었다. 이들의 목표는 몽텔리마르 북쪽의 고지에서 연합군을 몰아내고 미군 포병을 사정거리에서 벗어나게 하는 것이었다. 독일군이 다르퀴스의 작전 계획 사본을 입수함에 따라 이들은 연합군의 공격 계획을 훨씬 더 잘 알 수 있게 되었다. 결과적으로 비제는 8월 25일 제11기갑사단이 이끄는 주공을 계획했고, 제198보병사단도 이 계획에 참여시켰다. 그러나 이 공격은 실패로 끝났다. 연합군이 반격하여 몽텔리마르의 북쪽 고지를 점령하고 독일군의 철수로를 일시적으로 차단했다. 연합군의 공세도 지속적이지 못했고, 비테르스하임이 새벽에 탈출로를 확보했다. 
독일군의 지속적인 반격으로 도로 차단이 방해받자 트러스콧은 제45사단의 강화 병력이 몽텔리마르의 다르퀴스를 지원하는 것을 허용했다. 이는 그가 프랑스 항구를 점령한 남쪽의 성공적인 작전이 그에게 북쪽으로 진격하는 것에 재집중할 기회를 주었다고 보았기 때문이다. 한편, 독일군 또한 그들의 전투 병력을 강화했다. 다음 날 교착전이 발발하여 연합군은 철수로를 차단할 수 없었고, 독일군은 연합군이 남아 있는 지역을 공격할 수 없었다. 양측 모두 공격, 반격, 분산 공격으로 인해 피로가 극에 달했다. 제36사단은 결정적인 공세가 어려웠고, 제36사단에게 포위당한 제19군 또한 혼돈 속의 전투로 동쪽으로의 조그마한 보급로만 확보한 상황이었고 이는 독일군의 공격이 전방과 측면에 집중되는 결과를 낳았다. 36사단의 진격에 성과가 없자 화가 난 트러스콧은 다르퀴스의 본부를 8월 26일 찾아갔다. 그러나 상황의 어려움과 분산된 병력을 보고 그는 좌절한 채 다시 본부를 떠났다. 8월 26일부터 8월 28일까지 독일군 정예병은 4,000대의 불타는 차량과 1,500마리의 죽은 말을 남긴 채 철수했다. 8월 29일 연합군은 몽텔리마르를 점령했고, 마지막 독일군이 항복을 거부했다. 독일군은 2,100명이 전사했고 8,000명이 포로로 잡혔고 미군은 1,575명이 사망했다. 제19군의 포로는 50,000명으로 증가했다.

### 독일군 완전 철수
프랑스 제2군단과 함께 미국 제6군단은 디종으로 향하는 길에 위치한 독일군을 밀어붙여 고립시키기를 원했다. 이 무렵 독일군은 몽텔리마르를 제11기갑사단을 통해 보호하는 또다른 작전을 계획 중이었다. 연합군 제3사단과 제45사단과 독일군 제11기갑사단은 그들의 목표를 달성하기 위해 북쪽으로의 진격에서 경쟁하고 있었다. 다른 한 편으로 독일군은 리옹을 거치는 철수를 시도하고 있었다. 그러나 제45사단은 독일군을 통과하여 9월 1일 멕시뮤를 점령했다. 이것은 독일군의 철수에 또 다른 위협을 가져왔다. 몇몇 초기 분쟁 이후 제11기갑사단은 몽텔리마르에서 연합군을 공격했고, 미군은 215명의 사상자가 발생했으며 수많은 전차와 차량들이 파괴되었다.
같은 시기에 독일군은 리옹을 통해 철수하기 시작했다. 9월 2일 제36사단은 리옹에 도착해 친독 프랑스 경찰들을 색출하려고 했다. 9월 3일 미군은 리옹을 해방했고, 2,000명의 독일군을 포로로 잡았으나 나머지 부대는 이미 북쪽으로 철수를 시작했다. 리옹은 이틀 동안 연합군을 환영했다. 연합군은 제45사단과 제117기병분대를 부르캉브레스로 진격시켜 독일군에게 결정적인 타격을 주려고 시도했다. 그러나 제45사단은 마을에 있던 독일군의 방어를 이겨내지 못했다. 제117기병분대는 부르캉브레스를 통과해 몽트레발과 마르보 북쪽을 점령했다. 9월 3일 몽트레발이 점령되었으나 제11기갑사단이 이들을 포위했고 결과적으로 분대가 거의 전멸하여 독일군의 탈출로가 다시 열렸다. 미국 부대는 이후 마르보로 철수했다.
2주 동안 간헐적인 분쟁이 지속되었지만 연합군은 독일군 병력의 주요 부분을 점령하지 못했다. 그러나 독일군 또한 계획한대로 안정적인 방어선을 유지할 수 없었다. 9월 10일 제6군단의 선봉 부대가 조지 S. 패튼의 제3군 부대와 접촉했다. 트러스콧은 독일군을 벨포르 포위망으로 압박하기를 원했으나 9월 14일 그는 연합군 최고 사령부로부터 공세를 중지하라는 명령을 받았다. 독일군은 안정적인 방어선을 보주산맥에 형성할 수 있었고, 연합군의 차기 진격에 위협을 가했다. 연합군의 북부 및 남부 프랑스 병력이 연결됨에 따라 사령부 구조를 재편해야 했던 연합군의 필요와 독일군의 방어선 형성에 따라 연합군은 공세를 중단했다.
론 강을 따라 철수하는 동안 독일군은 남서부 프랑스에 있던 부대도 같이 철수시켰다. 이들은 대서양 해안을 따라 북쪽으로 철수하다가 동쪽의 루아르강을 따라 철수했고 이후 부르고뉴에서 G 집단군의 잔여 병력과 만났다. 론 강에서처럼 연합군과 격전을 치르지 않았지만, 남서부 프랑스에서 철수하던 독일군은 프랑스 레지스탕스와 전투를 치러야 했다. 88,000명이 북쪽으로 이동했지만 20,000명은 원래 위치에 남아 있었다. 철수 기간 동안 19,000명이 연합군의 포로가 되었고 60,000명이 G 집단군과 만나 보주산맥의 방어를 위해 집단군에 배속되었다.

## 전쟁 범죄
나치 독일과 비시 프랑스의 점령에 맞선 프랑스 레지스탕스는 용기병 작전을 계기로 급격하게 증가했다. 봉기에 맞서기 위해 독일군 부대들은 보복식 행위로 프랑스군 뿐만 아니라, 프랑스 시민들에게 수많은 잔혹 행위와 전쟁 범죄를 저질렀다. 6월 9일 튈에 위치한 독일군 주둔지에 공격이 가해지자 제2SS기갑사단은 튈 학살 기간에 북부 프랑스로 이동하는 동안 99명의 시민들을 교수형에 처했다. 다음 날 사단은 오라두르쉬르글란에서 642명의 시민들을 살해하고 마을에 불을 질러 태워버렸다. 독일군 부대는 베르코 반독 유격대와 상대할 때처럼 레지스탕스를 굴복시키기 위해 프랑스 협력자들과 같이 전투에 임하기도 했다.
독일군이 남부 프랑스에서 철수하는 동안 병사들이 마을에 불을 질렀기 때문에 잔혹 행위는 계속 이어졌다. 프랑스 시민들은 레지스탕스 활동에 참여했다는 논란적 이유로 군사 법정에 회부되어 사형을 선고받았다. 이러한 잔혹 행위는 프랑스인들의 봉기를 잠재우는 데 도움이 되지 않았다. 독일군의 이러한 잔혹행위는 역효과를 불러와 프랑스 국민들이 레지스탕스에 참여하는 것을 더욱 북돋았다.

## 여파

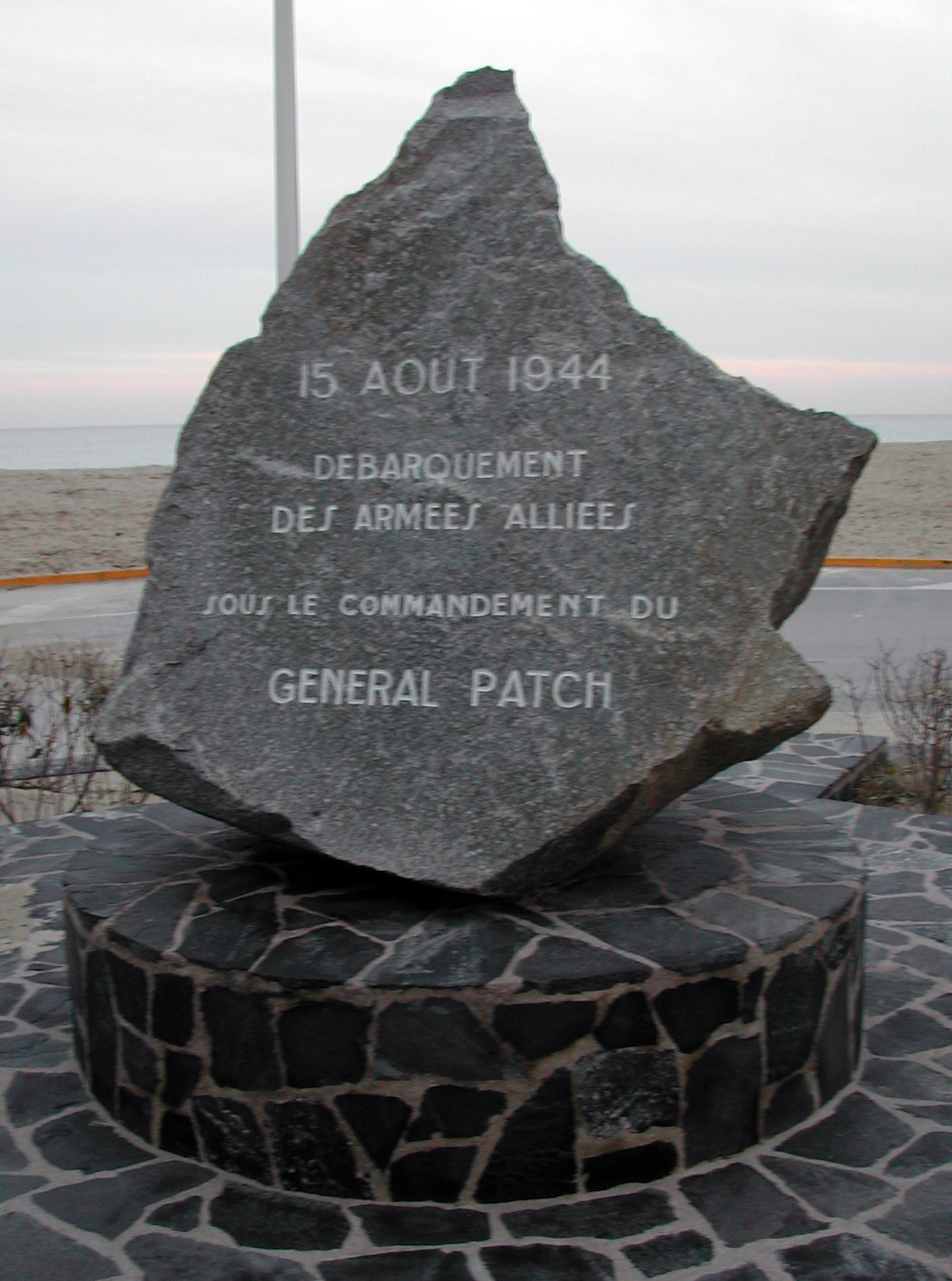
패치 장군 휘하의 연합군 상륙 병력 기념비로 프랑스의 생트로페에 위치하고 있다.

연합군은 용기병 작전을 성공적이라고 여겼다. 이 작전으로 독일군에게 상당한 사상자를 내며 피해를 주는 동안, 연합군은 남부 프랑스 대부분을 4주 만에 해방했기 때문이었다. 그러나 연합군은 가장 가치 있는 독일 G 집단군의 후퇴 병력을 차단하는 데는 실패했다. 이들은 800km를 질서정연하게 후퇴하며 독일과의 국경 지대인 보주산맥으로 이동했지만, 이들은 전투를 지속할 능력을 가지고 있었다. G 집단군을 포로로 잡거나 완전히 파괴하는 데 실패한 주요 이유는 상륙 이후 시작된 연합군의 연료 부족이었다. 연합군의 그들의 진격 속도를 예상하지 못했기 때문에, 연합군 선봉부대에 적절하게 보급품을 제공할 수 없게 되었다.
용기병 작전의 괄목할 만한 성과는 남부 프랑스의 항구 시설을 사용할 수 있다는 것이었다. 코브라 작전과 용기병 작전 이후 연합군의 진격은 보급품의 부족으로 9월 거의 정지 상태에 가까울 정도로 느려졌다. 그러나 남부 프랑스에 위치한 항구와 철도가 운용 재개에 들어갔다. 이에 따라 대량의 보급품이 북쪽으로 이동해 보급 체계를 원활하게 만들었다. 1944년 10월, 524,894톤의 보급품이 프랑스 남부의 항구에 양륙되었고, 이는 서부 전선에서 연합군의 화물 중 3분의 1 이상을 차지하는 것이었다.
용기병 작전은 정치에도 영향을 미쳤다. 상륙이 개시된 지 이틀 후 독일은 비시 프랑스 정권을 해체하기로 결정했다. SS 국가지도자 보안국의 요원들이 프랑스 정부기관을 덮쳐 필리프 페탱을 포함한 비시 프랑스 수뇌부를 동부 프랑스의 벨포르로 이동시켰다. 이후 이들은 독일의 지크마링겐으로 이동해 비시 프랑스 망명 정부로 활동했다. 비시 프랑스 정부가 붕괴되자 FFI의 병력이 지역을 점령하고 프랑스 경찰 기관에게 통제권을 이양했다.
용기병 작전의 성공에도 불구하고 버나드 몽고메리, 아서 R. 윌슨, 체스터 윌모트와 같은 연합군 장군들이나 동시대의 방송 해설자들은 용기병 작전에 대하여 비판을 가했는데, 이는 전략 지정학에 의거한 것이었다. 용기병 작전이 이탈리아 전선을 강화하거나 오버로드 작전의 병력이 이끄는 라인 강으로의 진격을 재촉하는 데 사용될 수 있었던 서부 전선의 필요한 인력과 물자를 전용하였다는 논란이 일었다. 이러한 손실의 결과로 동부 전선의 스탈린은 그의 공세를 과감하게 추진하여 베를린을 향한 진격과 발칸반도 점령에서 우위를 점할 수 있게 되었다. 이러한 의미에서 용기병 작전은 냉전이라는 결과까지 이어진다고 볼 수도 있다.

## 같이 보기
- 오버로드 작전